# Romanesco
O romanesco é a inflorescência comestível da Brassica oleracea var. botrytis, uma variedade da espécie a que pertencem também a couve-flor, o brócolis, a couve, o repolho e a couve-de-bruxelas. É originário da Itália, mais precisamente de Roma. Há registros de sua utilização desde o século XVI, mas somente nas últimas décadas veio a ser disponível e conhecido em outros países. A sua forma geométrica é muito decorativa e a sua disposição espiralada é frequentemente citada como exemplo de forma fractal na natureza; ela ilustra as leis da filotaxia. A sua consistência é ainda mais tenra que a da couve-flor, devendo portanto ser apenas levemente cozida e podendo também ser utilizada crua, em saladas.

## Ligações externas

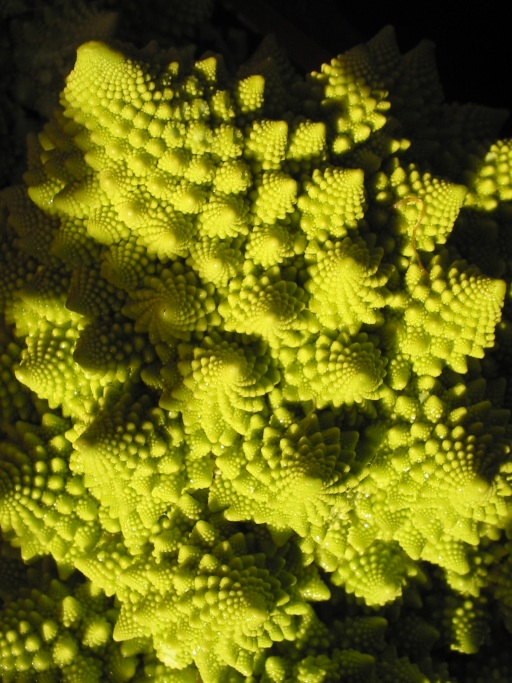